# KTM-5
I KTM-5 (in russo Кировский Трамвай Моторный, traslitterato Kirovskij Tramvaj Motornyi) sono una serie di vetture tranviarie sovietiche prodotte in serie dal 1969 al 1992 dalla UKVZ in 14 991 esemplari, che lo rendono il tram più prodotto nella storia. I KTM-5 sono stati venduti solamente in Unione Sovietica e sono tuttora in servizio in Russia, Ucraina, Bielorussia, Kazakistan e Lettonia.

## Storia
Negli anni '50 la maggior parte dei tram in servizio in Unione Sovietica era costituita da vetture a due assi non più in grado di fronteggiare l'aumento di passeggeri dovuto alle espansioni delle reti tranviarie dell'intera nazione. Il problema avrebbe potuto essere risolto aumentando la produzione degli MTV-82 prodotto a Riga dalla Rīgas Vagonbūves Rūpnīca e già in servizio a Leningrado, ma il flusso produttivo non riuscì ad essere aumentato a un livello tale da soddisfare la domanda nell'intera Unione Sovietica. Con un decreto del 22 dicembre 1959 è stato assegnato allo stabilimento UKVZ di Ust'-Katav il compito di progettare un nuovo tram a due carrelli da due assi ciascuno e in grado di funzionare in comando multiplo, dal momento che ad eccezione dei Tatra T3 nessun tram in servizio in Unione Sovietica aveva queste caratteristiche.
I primi due prototipi della serie nominata KTM-5 vennero costruiti nel 1963. Erano simili nella parte concettuale e meccanica ai Tatra T3 e agli LM-57 e nella parte elettrica agli RVZ-6, avevano una scocca aerodinamica interamente in acciaio, tre porte a soffietto e finestrini non apribili. Nel 1964 i prototipi vennero inviate a Čeljabinsk per svolgere delle prove e nel 1965 vennero restituite al produttore.

### KTM-5M
La produzione della versione modificata KTM-5M iniziò nel 1965, dopo che il produttore ridisegnò il veicolo rendendolo più squadrato in quanto le forme arrotondate erano considerate obsolete e sostituendo le porte a soffietto con tre porte scorrevoli per agevolare la salita e la discesa; in aggiunta venne dotato di finestrini più grandi, elettronica modificata e per alleggerirlo la scocca venne realizzata in materie plastiche anziché in metallo. Due prototipi vennero prodotti nel dicembre 1965 e differivano dai finestrini, che nel primo erano apribili e nel secondo erano chiusi, con la ventilazione che era forzata. A marzo 1966 entrambe le vetture vennero inviate a Mosca per essere sottoposte a una fase di collaudo della durata di un anno e nel 1967 un lotto di tre KTM-5M di preserie, su cui i finestrini avevano dimensioni leggermente ridotte rispetto ai prototipi, venne inviato ad Omsk per essere sottoposto a prove nel clima siberiano. Nel 1968 il modello è stato accettato e la produzione di massa venne avviata l'anno successivo, dopo che il sito di produzione venne ampliato per potere soddisfare le richieste produttive. I primi quattro esemplari di serie sono stati consegnati a Omsk il 1º settembre 1969.
Nella prima metà degli anni '70 nacque un clima di tensione tra operatori e produttori: i primi lamentavano scarsa qualità e affidabilità del materiale rotabile mentre i secondi accusavano gli operatori di non essere sufficientemente qualificati per gestire le proprie macchine. Nei primi due anni di servizio, inoltre, si registrò un notevole numero di inconvenienti legati all'elettronica e al sistema frenante, oltre che alcuni incendi causati dal surriscaldamento della plastica, che bruciava facilmente ed emetteva sostanze tossiche. Nel 1971, a Tomsk, un KTM-5M venne completamente distrutto dalle fiamme in pochi minuti causando diversi feriti e intossicati. In seguito a questi eventi il 60% dei tram fino ad allora prodotti, circa 620, richiese interventi di modifica in fabbrica mentre il restante 40% venne modificata presso i depositi di assegnazione.

### KTM-5M3
Il nuovo design, denominato KTM-5M3 prevedeva l'utilizzo sulle fiancate di lamiera ondulata in sostituzione delle materie plastiche, la rimozione della carenatura in prossimità dei carrelli e l'utilizzo per l'illuminazione interna di lampade a incandescenza al posto di lampade a fluorescenza. Questa nuova versione entrò in produzione di massa nel 1972, inizialmente concentrata sulla conversione dei KTM-5M.
Nel luglio 1976, in seguito all'introduzione di una classificazione unificata del materiale rotabile, il KTM-5M3 venne classificato 71-605, dove il 71 indica una vettura tranviaria, il 6 l'impianto UKVZ e il 05 il modello progressivo. Nello stesso anno il pantografo venne modificato, nel 1981 il freno di stazionamento venne rimosso, affidando la sua funzione ai freni a tamburo. Nel 1985 il gancio manuale venne sostituito da uno semiautomatico e nel 1986 entrarono in produzione esemplari con gruppi ottici esterni modificati.

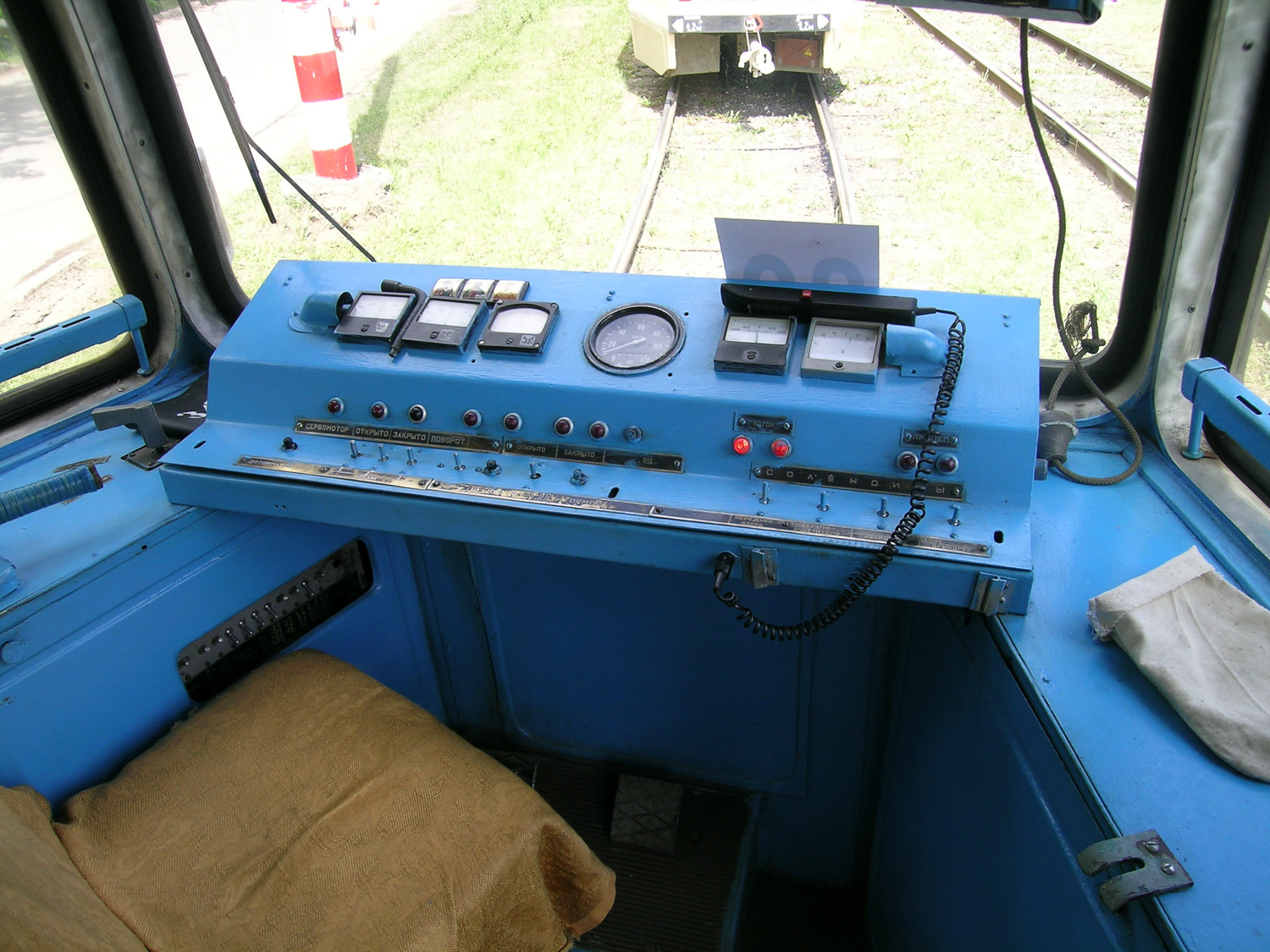
Banco di un KTM-5M3

Alla fine degli anni '80 il Ministero generale delle costruzioni meccaniche mostrò preoccupazione in merito al design obsoleto del tram. Per rispondere alle richieste del ministero e per immettere in servizio un prodotto che potesse portare più introiti all'azienda, nel 1989 UKVZ sviluppò il 71-605A modificando il carrello e sostituendo i rumorosi motogeneratori da 24 V con dei convertitori statici. I primi modelli di questa serie vennero consegnati a Prokop'evsk nel giugno del medesimo anno. Nel 1990 vennero prodotte le prime vetture con scartamento di 1 435 mm per la rete tranviaria di Rostov sul Don denominate 71-605U, la cui unica modifica riguardava la larghezza del carrello in quanto la locale rete tranviaria era in grado di ospitare tram dalle dimensioni del 71-605.
La produzione del KTM-5M3 venne interrotta nel 1992, dopo avere realizzato oltre 14 000 esemplari venduti a 87 città, a causa dell'entrata in produzione del 71-608 e a causa del rallentamento della produzione dovuto alla situazione economica post dissoluzione dell'Unione Sovietica.
Dopo la cessazione della produzione alcuni esemplari sono stati aggiornati come alternativa all'acquisto di nuovi rotabili. Nel 1996 un KTM-5M3 di Tbilisi è stato convertito in autobus su rotaia per prestare servizio su una linea privata.

## Caratteristiche
I KTM-5 sono stati i primi tram sovietici sui quali non era installato un impianto pneumatico: tutte le funzioni che venivano attuate pneumaticamente sui precedenti modelli, come attivazione dei freni, apertura e chiusura delle porte e azionamento dei tergicristalli, venivano svolte elettricamente.
La struttura è in acciaio ed era rivestita all'esterno da pannelli in fibra di vetro sui KTM-5M, sostituiti sui KTM-5M3 limitatamente alle fiancate da pannelli in lamiera ondulata. Internamente il telaio è rivestito da pannelli di legno. Il pavimento è realizzato in bachelite ed è rivestito in gomma antiscivolo. Sul lato destro sono presenti tre porte scorrevoli larghe 1,4 metri utilizzate in sostituzione delle classiche porte a soffietto per guadagnare spazio a bordo. Sul lato sinistro le sedute sono singole mentre sul lato destro sono accoppiate. Il tram è alimentato in corrente continua a 550 V captata da un pantografo, sostituito in alcuni aggiornamenti da un archetto, e i sistemi di bordo funzionano a 24 V.

### Specifiche
| Dati                         | KTM-5       | KTM-5M      | KTM-5M3      |
| ---------------------------- | ----------- | ----------- | ------------ |
| Lunghezza                    | 15 500 mm   | 15 000 mm   | 15 076 mm    |
| Larghezza                    | 2 600 mm    | 2 600 mm    | 2 600 mm     |
| Massa a vuoto                | 18 t        | 18 t        | 18,65 t      |
| Diametro ruote               | 700 mm      | 700 mm      | 700 mm       |
| Motori                       | 4 × DK-259A | 4 × DK-259G | 4 × DK-259G3 |
| Potenza                      | 4 × 43 kW   | 4 × 45 kW   | 4 × 45 kW    |
| Velocità massima di servizio | 70 km/h     | 65 km/h     | 75 km/h      |

## Diffusione
A settembre 2021 il KTM-5M3 e le sue successive modifiche sono in servizio in 52 città.

### Russia

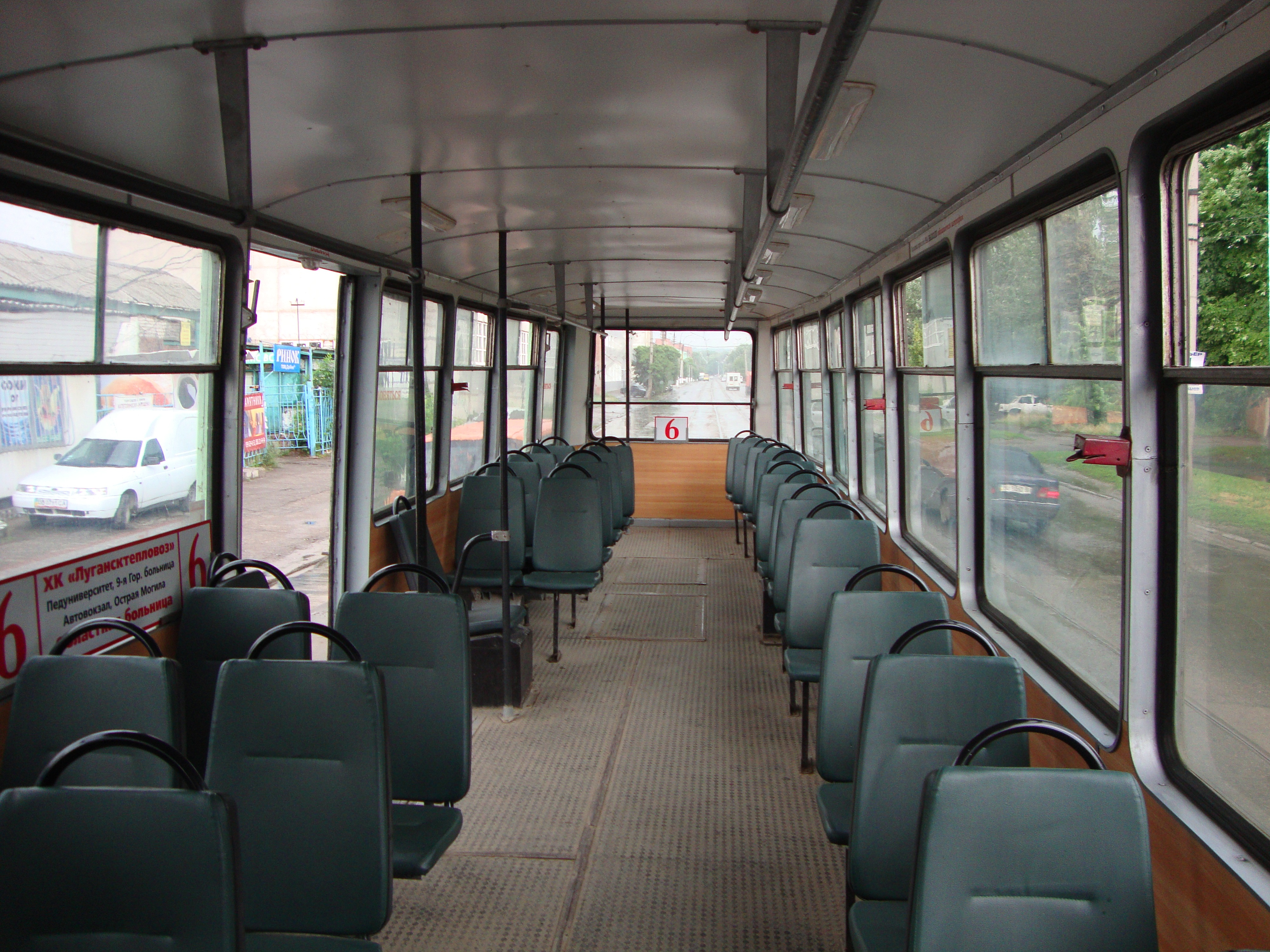
Interno di un KTM-5M3

- Ačinsk
- Angarsk
- Bijsk
- Čeljabinsk
- Čerepovec
- Chabarovsk
- Irkutsk
- Jaroslavl'
- Kemerovo
- Krasnodar
- Krasnojarsk
- Krasnotur'insk
- Lipeck

- Magnitogorsk
- Naberežnye Čelny
- Nižnekamsk
- Nižnij Novgorod
- Nižnij Tagil
- Novokuzneck
- Novosibirsk
- Novotroick
- Omsk
- Orsk
- Osinniki
- Perm'

- Prokop'evsk
- Salavat
- Saratov
- Smolensk
- Staryj Oskol
- Tomsk
- Ulan-Udė
- Usol'e-Sibirskoe
- Ust'-Ilimsk
- Vladivostok
- Volžskij
- Zlatoust

### Ucraina

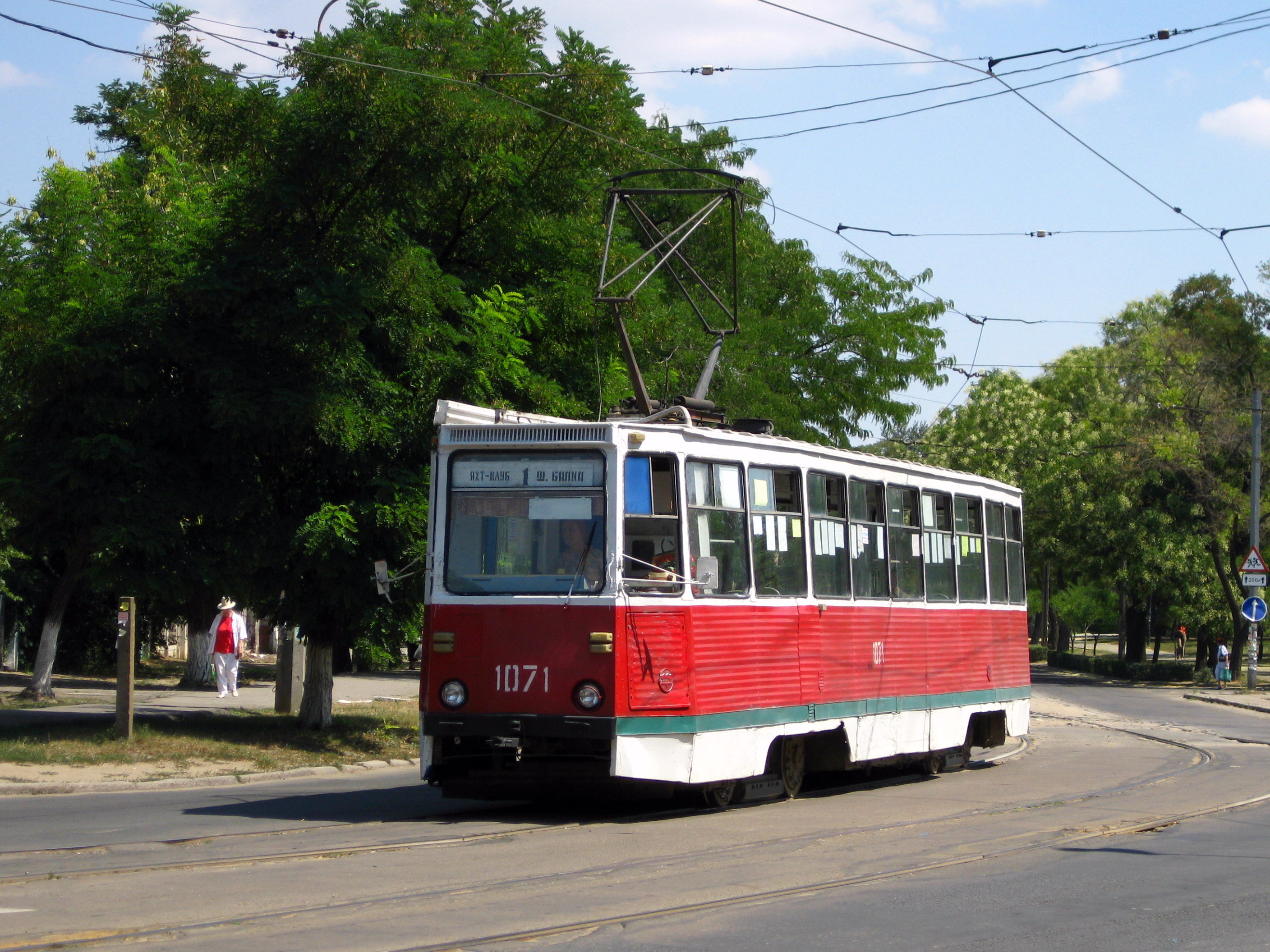
KTM-5M3 a Mykolaïv nel 2009

- Dnipro
- Družkivka
- Horlivka
- Jenakijeve

- Kam"jans'ke
- Kryvyj Rih
- Konotop
- Mykolaïv

### Kazakistan
- Öskemen
- Pavlodar
- Temirtau

### Bielorussia
- Mazyr
- Navapolack

### Lettonia
- Daugavpils

### Ritirati dal servizio

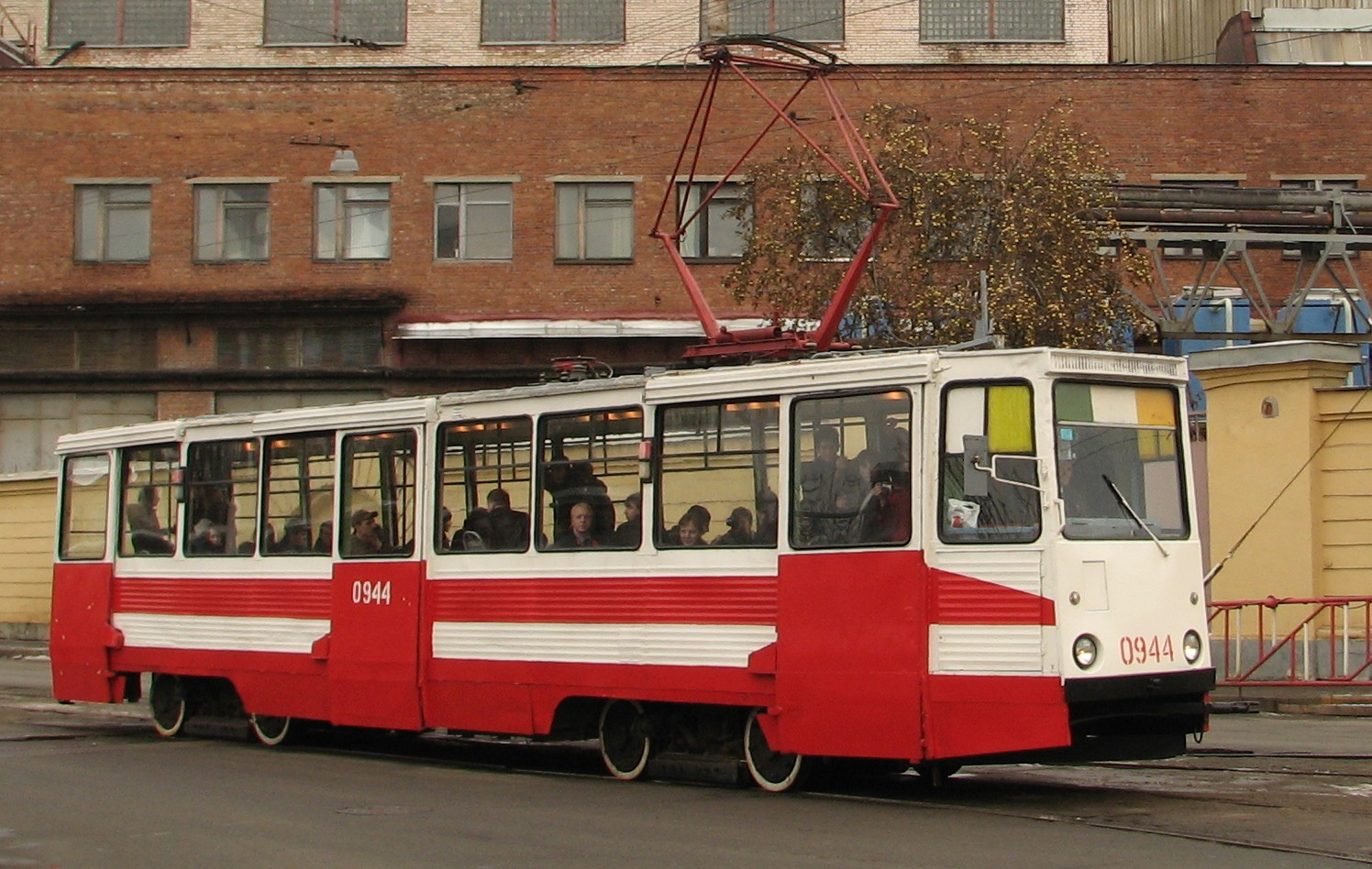
KTM-5M3 a San Pietroburgo nel 2009

- Almaty
- Astrachan'
- Avdiïvka
- Baku
- Charkiv
- Dzeržinsk
- Erevan
- Groznyj
- Ivanovo
- Kadiïvka
- Karaganda
- Karpinsk

- Kazan'
- Kolomna
- Komsomol'sk-na-Amure
- Kostjantynivka
- Kramators'k
- Luhans'k
- Makiïvka
- Mariupol'
- Orël
- Rjazan'
- Rostov sul Don
- Šachty

- San Pietroburgo
- Sumqayıt
- Tashkent
- Tbilisi
- Taganrog
- Tver'
- Ufa
- Ul'janovsk
- Vicebsk
- Vladikavkaz
- Voronež